# Stizoptera
Stizoptera is een monotypisch geslacht van zangvogels uit de familie prachtvinken (Estrildidae). De enige soort:
- Stizoptera bichenovii  – Bichenows astrild